# Макбрайер, Джек
Джек Макбра́йер (англ. Jack McBrayer; род. 27 мая 1973, Мейкон, Джорджия, США) — американский актёр и комик, известный благодаря ток-шоу «Поздняя ночь с Конаном О’Брайеном» и роли Кеннета Парселла в сериале «Студия 30» (2006—2013). Он также известен по озвучиванию персонажей в мультфильме «Ральф» (2012) и его сиквеле «Ральф против интернета» (2018), мультсериалах «Финес и Ферб» (2009—2015) и «С приветом по планетам» (2013—2016), и роли доктора Теда Гудвина в ситкоме «Бывает и хуже» (2013—2018).

## Личная жизнь
Макбрайер родился в Мейконе, штат Джорджия, и переехал в Коньерс, когда ему было 15 лет. Он учился в университете Эвансвилла, а с 1995 по 2002 год работал в театрах The Second City и IO Theater, где познакомился с Тиной Фей, создателем телесериала «Студия 30».

## Карьера
С 2002 года Макбрайер снялся более чем в 80 эпизодах ток-шоу «Поздняя ночь с Конаном О’Брайеном», зачастую играя деревенщин в связи со своим южным происхождением. С 2006 года по 2013 год он играл одну из ключевых ролей второго плана — посыльного Кеннета Парселла, в сериале «Студия 30», появляясь в каждом эпизоде сериала вплоть до завершения шоу. За свою роль в сериале он был номинирован на премию «Эмми» в категории «Лучший актёр второго плана в комедийном телесериале» в 2009 году.
У Макбрайера также была второстепенная роль официанта в загородном клубе в ситкоме «Замедленное развитие». В 2008 году он снялся в клипе на песню Мэрайи Кэри «Touch My Body», во время съемок которого случайно попал в лицо Кэри летающей тарелкой. В 2010 году он озвучил персонажа в американском мультсериале «Гадкие американцы» и появился в фильме «Кошки против собак: Месть Китти Галор». В 2012 году МакБрайер снялся в фильмах «Грязная кампания за честные выборы» и «Муви 43», озвучил героя диснеевского мультфильма «Ральф», а в 2013 году озвучил главного персонажа мультсериала «С приветом по планетам». В том же году Макбрайер снялся в рекламе корейских автомобилей Kia вместе с Блэйком Гриффином, игроком команды «Лос-Анджелес Клипперс». В 2014 году сыграл роль застенчивого заместителя директора Трейси Линкольна в фильме Кутис (фильм).

## Фильмография
| Год       |     | Русское название                        | Оригинальное название                       | Роль                                       |
| --------- | --- | --------------------------------------- | ------------------------------------------- | ------------------------------------------ |
| 1993      | с   | Поздняя ночь с Конаном О’Брайеном       | Late Night with Conan O'Brien               | различные роли                             |
| 1999      | с   | Завтра наступит сегодня                 | Early Edition                               | Тедди                                      |
| 2001      | ф   | Желание Дэнни                           | Danny's Wish                                | автозаправщик                              |
| 2004      | тф  |                                         | Soundtracks Live                            |                                            |
| 2004      | ф   | Проигравшие                             | Blackballed: The Bobby Dukes Story          | Стюарт Эпплбаум                            |
| 2005      | ф   | Бакстер                                 | The Baxter                                  | друг Эллиота                               |
| 2005      | кор |                                         | Peanut Hunt                                 | Джек                                       |
| 2005      | с   | Выходные у Д. Л.                        | Weekends at the D.L.                        | солдат                                     |
| 2005—2006 | с   | Замедленное развитие                    | Arrested Development                        | официант                                   |
| 2006      | ф   | Рики Бобби: Король дороги               | Talladega Nights: The Ballad of Ricky Bobby | Гленн                                      |
| 2006      | кор |                                         | Grounds Zero                                | Ду Гудер                                   |
| 2006      | с   | Отчёт Кольбера                          | The Colbert Report                          | Кевин                                      |
| 2006—2013 | с   | Студия 30                               | 30 Rock                                     | Кеннет Парселл / медбрат-блондин / бородач |
| 2007      | с   | Моя команда                             | My Boys                                     | Пол                                        |
| 2007      | ф   | Взлёты и падения: История Дьюи Кокса    | Walk Hard: The Dewey Cox Story              | ди-джей                                    |
| 2007—2009 | с   | Студия 30: Сайт Кеннета                 | 30 Rock: Kenneth the Webpage                | Кеннет Парселл                             |
| 2008      | кор | Студия 30: Вебизоды                     | 30 Rock: The Webisodes                      | Кеннет Парселл                             |
| 2008      | ф   | В пролёте                               | Forgetting Sarah Marshall                   | Даральд                                    |
| 2009      | ф   | Весенний отрыв                          | Spring Breakdown                            | театральный менеджер                       |
| 2009      | с   | Электрическая компания                  | The Electric Company                        | Марлон                                     |
| 2009—2013 | мс  | Финес и Ферб                            | Phineas and Ferb                            | Ирвинг                                     |
| 2010      | с   | Не телевидение, а просто кошмар!        | Tim and Eric Awesome Show, Great Job!       | шафер                                      |
| 2010      | мс  | Гадкие американцы                       | Ugly Americans                              | Конг                                       |
| 2010      | мф  | Гадкий я                                | Despicable Me                               | Карнавал Баркер / папа-турист              |
| 2010      | ф   | Кошки против собак 2: Месть Китти Галор | Cats & Dogs: The Revenge of Kitty Galore    | Чак «Великолепный»                         |
| 2010      | мс  | Роботомия                               | Robotomy                                    | Френеми                                    |
| 2010      | мф  | Праздник Кунг-фу панды                  | Kung Fu Panda Holiday                       | повар Во Хоп                               |
| 2011      | с   | Телеканал «Гори в Аду»                  | Funny or Die Presents                       | парковый рейнджер                          |
| 2011      | мс  | Симпсоны                                | The Simpsons                                | Юэлл Фристоун                              |
| 2011      | мф  | Финес и Ферб: Покорение 2-го измерения  | Phineas and Ferb the Movie                  | Ирвинг                                     |
| 2011—2013 | мс  | Закусочная Боба                         | Bob’s Burgers                               | Кевин / Марблс                             |
| 2012      | с   | Портландия                              | Portlandia                                  | клиент                                     |
| 2012      | мс  | Спецагент Арчер                         | Archer                                      | Рэнди Джиллетт                             |
| 2012      | ф   | Тысяча слов                             | A Thousand Words                            | бариста в Старбаксе                        |
| 2012      | ф   | Грязная кампания за честные выборы      | The Campaign                                | мистер Менденхолл                          |
| 2012      | ф   | Миллион для чайников                    | The Brass Teapot                            | Джо                                        |
| 2012      | мф  | Ральф                                   | Wreck-It Ralph                              | Мастер Феликс-младший                      |
| 2013      | ф   | Муви 43                                 | Movie 43                                    | Брайан                                     |
| 2013      | с   | Бывает и хуже                           | The Middle                                  | доктор Тед Гудвин                          |
| 2013      | с   | Чёрный ящик Деона Коула                 | Deon Cole's Black Box                       | рассказчик                                 |
| 2013      | ф   | С кем переспать?!!                      | The to Do List                              | управляющий бассейна                       |
| 2013      | с   |                                         | The ArScheerio Paul Show                    | Стивен Сигал                               |
| 2013      | с   | Конан                                   | Conan                                       | наркодилер / Конан                         |
| 2013      | с   | Пьяная история                          | Drunk History                               | Кларенс Дарроу / Х. Р. Холдеман            |
| 2013      | ф   | Саванна                                 | Savannah                                    | сэр Грэм                                   |
| 2013      | с   | Спецназ: Сан-Диего                      | NTSF:SD:SUV                                 | Тагг                                       |
| 2013      | с   | Кей и Пил                               | Key & Peele                                 | Роберт                                     |
| 2013      | мс  | С приветом по планетам                  | Wander Over Yonder                          | Вондер                                     |
| 2013      | с   | Дэцкая больница                         | Childrens Hospital                          | Баллард                                    |
| 2014      | ф   | Кутис (фильм)                           | Cooties                                     | Трейси Линкольн                            |
| 2014      | кор |                                         | The Nobodies                                | почтовый лакей                             |
| 2016      | с   | Теория Большого взрыва                  | The Big Bang Theory                         | Рэндалл                                    |
| 2017      | мф  | Смурфики: Затерянная деревня            | Smurfs: The Lost Village                    | Растяпа                                    |
| 2018      | ф   | Чувак                                   | Dude                                        | парень                                     |
| 2018      | мф  | Ральф против интернета                  | Ralph Breaks the Internet: Wreck-It Ralph 2 | Мастер Феликс-младший                      |
| 2021      | ф   | Отчаянные аферистки                     | Queenpins                                   | Агент Парк                                 |